# Sellia, Kalabrien
Sellia är en ort och kommun i provinsen Catanzaro i regionen Kalabrien i Italien. Kommunen hade 529 invånare (2018).